# Michael Carbajal
Michael Carbajal (Phoenix, 17 settembre 1967) è un ex pugile statunitense, ex campione mondiale minimosca IBF; WBC e WBO.
La International Boxing Hall of Fame lo ha riconosciuto tra i più grandi pugili di ogni tempo.
La rivista Ring Magazine lo ha nominato Fighter of the year per il 1993.

## Dilettante
Da dilettante raccoglie numerosi successi:
- 1986 - Golden Gloves nei minimosca
- 1987 - Medaglia d'argento ai Giochi Panamericani 1987
- 1988 - Campione nazionale dei pesi mosca

Partecipa alle Olimpiadi di Seul 1988 nei pesi mosca, vincendo la maedaglia d'argento. Nel suo cammino olimpico batte il sudcoreano Kwang-Soo Oh, il vietnamita Dang Hieu Hien, il canadese Scotty Olson e l'ungherese Róbert Isaszegi, prima di perdere in finale con il bulgaro Ivailo Marinov, con un verdetto molto controverso, così come molti in quell'Olimpiade.

## Professionista
Pochi mesi dopo esordisce da professionista battendo Will Grigsby ai punti ad Atlantic City nel sottoclou di Roberto Durán. Seguirono diversi incontri con ko fulminanti e spesso molto rapidi, come avvenne nel secondo incontro: Silviano Perez va al tappeto alla prima ripresa.
Nel 1990 Carbajal ha la prima chance per un titolo e la sfrutta vincendo contro Tony DeLuca per il titolo minimosca NABF; difende la cintura 4 mesi dopo battendo Fernando Martínez.
Lascia poi il titolo per concorrere ad uno più importante: a luglio sconfigge ko7 Muangchai Kittikasem e diventa campione del mondo minimosca IBF, in un incontro che vede il thailandese andare al tappeto ben quattro volte. Numerosi avversari tentano l'assalto al titolo di Carbajal, tutti respinti: Leon Salazar (ko4), Macario Santos (ko2), Javier Varguez (punti), Hector Luis Patri (punti), Marcos Pacheco (punti), Robinson Cuesta (ko8).
Il 13 marzo 1993 all'Hilton Hotel di Las Vegas affronta per la prima volta Humberto González, che diviene il suo principale rivale. Con questo incontro Carbajal diventa fra le altre cose il primo pugile minimosca a guadagnare un milione di dollari per un solo incontro. Carbajal va al tappeto al 2º e al 5º round, ma alla fine vicine per kot, unificando le cinture minimosca WBC e IBF.
Seguirono contratti con prodotti come Diet Pepsi ed Emergency Chiropractors ma presto arrivarono anche dei problemi: fu accusato di avere sparato sul tetto di una festa a Scottsdale, mentre sua sorella fu incolpata di essere coinvolta in una rissa notturna ad una pompa di benzina a Phoenix. I problemi nella vita privata si riflessero sui risultati sul ring e così, dopo le difese vittoriose con Kim Kwang-sun e Domingo Sosa, viene sconfitto nella rivincita da H.Gonzalez ai punti.
Già a luglio però torna campione del mondo, stavolta con la sigla WBO, sconfiggendo Josue Camacho alla America West Arena di Phoenix in un verdetto ai punti con un buon margine. Forte di un titolo, gioca la bella con Gonzalez per le cinture IBF e WBC, ma perde nuovamente ai punti.
Carbajal centra poi una serie di sette vittorie consecutive con avversari di basso livello, per poi riprendersi il titolo IBF, allora vacante, battendo Melchor Cob Castro ai punti nel 1996. Resiste campione del mondo due difese e 22 mesi: con Julio Coronel e Tomas Rivera. Poi perde al Thomas & Mack Center di Las Vegas con Mauricio Pastrana, al termine di un incontro molto serrato.
Nel 1997 si ritrova sul ring con Scotty Olson, uno dei suoi avversari olimpici, e lo batte nuovamente: ko10 per il titolo minimosca IBA, che perde poi con Jacob Matlala, il quale diviene il primo pugile a sconfiggere Carbajal per ko.
Dopo questo avvenimento non combatte più per 18 mesi, tanto che i critici lo danno per spacciato. Carbajal torna però sul ring e, dopo alcuni incontri di preparazione, il 31 luglio 1999 batte Jorge Arce e diventa campione del mondo dei minimosca WBO, annunciando subito dopo il ritiro.
Chiude con un record di 49 vittorie (33 ko) e 4 sconfitte.
Oggi possiede due palestre di pugilato.